# 2010年のATPワールドツアー
2010年のATPワールドツアーは2010年のATPワールドツアーの日程と決勝結果である。

## 日程
2010年ATPカレンダー より作成
| グランドスラム                   |
| ATPワールドツアー・ファイナル    |
| ATP ワールドツアーマスターズ1000 |
| ATP ワールドツアー500            |
| ATP ワールドツアー250            |
| チームイベント                   |

| 日時            | 大会名 | 優勝者                                                                                           | 準優勝者                                                                                                   | 試合結果 （スコア）  |
| --------------- | --- | ------------------------------------------------------------------------------------------------ | --- | -------------------- |
| 1月4日          | ホップマンカップ パース AU$1,000,000 - ハード (室内) - 8チーム (RR) | スペイン                                                                                         | イギリス                                                                                                   | 2–1                  |
| 1月4日          | ブリスベン国際 ブリスベン $372,500 - ハード - 32S/32Q/16D | アンディ・ロディック                                                                             | ラデク・ステパネク                                                                                         | 7–6(2), 7–6(7)       |
| 1月4日          | ブリスベン国際 ブリスベン $372,500 - ハード - 32S/32Q/16D | ジェレミー・シャルディー マルク・ジケル                                                          | ルーカス・ドロウヒー リーンダー・パエス                                                                    | 6–3, 7–6(5)          |
| 1月4日          | カタール・エクソンモービル・オープン ドーハ $1,024,000 - ハード - 32S/32Q/16D | ニコライ・ダビデンコ                                                                             | ラファエル・ナダル                                                                                         | 0–6, 7–6(8), 6–4     |
| 1月4日          | カタール・エクソンモービル・オープン ドーハ $1,024,000 - ハード - 32S/32Q/16D | ギリェルモ・ガルシア＝ロペス アルベルト・モンタニェス                                            | フランティシェク・チェルマク ミハル・メルティナク                                                          | 6–4, 7–5             |
| 1月4日          | チェンナイ・オープン チェンナイ $398,250 - ハード - 32S/32Q/16D | マリン・チリッチ                                                                                 | スタニスラス・ワウリンカ                                                                                   | 7–6(2), 7–6(3)       |
| 1月4日          | チェンナイ・オープン チェンナイ $398,250 - ハード - 32S/32Q/16D | マルセル・グラノリェルス サンティアゴ・ベントゥーラ                                              | 盧彦勳 ヤンコ・ティプサレビッチ                                                                            | 6–4, 7–5             |
| 1月11日         | ハイネケン・オープン オークランド $355,500 - ハード - 28S/32Q/16D | ジョン・イスナー                                                                                 | アルノー・クレマン                                                                                         | 6–3, 5–7, 7–6(2)     |
| 1月11日         | ハイネケン・オープン オークランド $355,500 - ハード - 28S/32Q/16D | マルコス・ダニエル ホリア・テカウ                                                                | マルセロ・メロ ブルーノ・ソアレス                                                                          | 7–5, 6–4             |
| 1月11日         | メディバンク国際 シドニー $372,500 - ハード - 28S/32Q/16D | マルコス・バグダティス                                                                           | リシャール・ガスケ                                                                                         | 6–4, 7–6(2)          |
| 1月11日         | メディバンク国際 シドニー $372,500 - ハード - 28S/32Q/16D | ダニエル・ネスター ネナド・ジモニッチ                                                            | ロス・ハッチンス ジョーダン・カー                                                                          | 6–3, 7–6(5)          |
| 1月18日 1月25日 | 全豪オープン メルボルン AU$10,712,240 - ハード 128S/128Q/64D/32X シングルス – ダブルス – 混合ダブルス | ロジャー・フェデラー                                                                             | アンディ・マリー                                                                                           | 6–3, 6–4, 7–6(11)    |
| 1月18日 1月25日 | 全豪オープン メルボルン AU$10,712,240 - ハード 128S/128Q/64D/32X シングルス – ダブルス – 混合ダブルス | ボブ・ブライアン マイク・ブライアン                                                              | ダニエル・ネスター ネナド・ジモニッチ                                                                      | 6–3, 6–7(5), 6–3     |
| 1月18日 1月25日 | 全豪オープン メルボルン AU$10,712,240 - ハード 128S/128Q/64D/32X シングルス – ダブルス – 混合ダブルス | カーラ・ブラック リーンダー・パエス                                                              | エカテリーナ・マカロワ ヤロスラフ・レビンスキー                                                            | 7–5, 6–3             |
| 2月1日          | SAテニスオープン ヨハネスブルグ $442,500 - ハード - 32S/32Q/16D | フェリシアーノ・ロペス                                                                           | ステファン・ロベール                                                                                       | 7–5, 6–1             |
| 2月1日          | SAテニスオープン ヨハネスブルグ $442,500 - ハード - 32S/32Q/16D | ロハン・ボパンナ アイサム＝ウル＝ハク・クレシ                                                    | カロル・ベック ハレル・レビ                                                                                | 2–6, 6–3, [10–5]     |
| 2月1日          | モビスター・オープン サンティアゴ $398,250 - クレー - 32S/32Q/16D | トマス・ベルッシ                                                                                 | フアン・モナコ                                                                                             | 6–2, 0–6, 6–4        |
| 2月1日          | モビスター・オープン サンティアゴ $398,250 - クレー - 32S/32Q/16D | ルカシュ・クボット オリバー・マラチ                                                              | ポティート・スタラーチェ オラシオ・セバジョス                                                              | 6–4, 6–0             |
| 2月1日          | PBZザグレブ・インドア ザグレブ €398,250 - ハード (室内) - 32S/32Q/16D | マリン・チリッチ                                                                                 | ミハエル・ベレール                                                                                         | 6–4, 6–7(5), 6–3     |
| 2月1日          | PBZザグレブ・インドア ザグレブ €398,250 - ハード (室内) - 32S/32Q/16D | ユルゲン・メルツァー フィリップ・ペッシュナー                                                    | アルノー・クレマン オリビエ・ロクス                                                                        | 3–6, 6–3, [10–8]     |
| 2月8日          | SAPオープン サンノゼ $531,000 - ハード (室内) - 32S/32Q/16D | フェルナンド・ベルダスコ                                                                         | アンディ・ロディック                                                                                       | 3–6, 6–4, 6–4        |
| 2月8日          | SAPオープン サンノゼ $531,000 - ハード (室内) - 32S/32Q/16D | マーディ・フィッシュ サム・クエリー                                                              | ベンヤミン・ベッカー レオナルド・マイエル                                                                  | 7–6(3), 7–5          |
| 2月8日          | ブラジル・オープン コスタ・ド・サイペ $442,500 - クレー - 32S/32Q/16D | フアン・カルロス・フェレーロ                                                                     | ルカシュ・クボット                                                                                         | 6–1, 6–0             |
| 2月8日          | ブラジル・オープン コスタ・ド・サイペ $442,500 - クレー - 32S/32Q/16D | パブロ・クエバス マルセル・グラノリェルス                                                        | ルカシュ・クボット オリバー・マラチ                                                                        | 7–5, 6–4             |
| 2月8日          | ABNアムロ世界テニス・トーナメント ロッテルダム €1,150,000 - ハード (室内) - 32S/32Q/16D | ロビン・セーデリング                                                                             | ミハイル・ユージニー                                                                                       | 6–4, 2–0 途中棄権    |
| 2月8日          | ABNアムロ世界テニス・トーナメント ロッテルダム €1,150,000 - ハード (室内) - 32S/32Q/16D | ダニエル・ネスター ネナド・ジモニッチ                                                            | シーモン・アスペリン ポール・ハンリー                                                                      | 6–4, 4–6, [10–7]     |
| 2月15日         | コパ・クラロ ブエノスアイレス $475,300 - クレー - 32S/32Q/16D | フアン・カルロス・フェレーロ                                                                     | ダビド・フェレール                                                                                         | 5–7, 6–4, 6–3        |
| 2月15日         | コパ・クラロ ブエノスアイレス $475,300 - クレー - 32S/32Q/16D | セバスチャン・プリエト オラシオ・セバジョス                                                      | シモン・グロイル ピーター・ルクザック                                                                      | 7–6(4), 6–3          |
| 2月15日         | リージョンズ・モーガン・キーガン選手権 メンフィス $1,100,000 - ハード (室内) - 32S/32Q/16D | サム・クエリー                                                                                   | ジョン・イスナー                                                                                           | 6–7(3), 7–6(5), 6–3  |
| 2月15日         | リージョンズ・モーガン・キーガン選手権 メンフィス $1,100,000 - ハード (室内) - 32S/32Q/16D | ジョン・イスナー サム・クエリー                                                                  | ロス・ハッチンス ジョーダン・カー                                                                          | 6–4, 6–4             |
| 2月15日         | オープン13 マルセイユ €512,750 - ハード (室内) - 28S/32Q/16D | ミカエル・ロドラ                                                                                 | ジュリアン・ベネトー                                                                                       | 6–3, 6–4             |
| 2月15日         | オープン13 マルセイユ €512,750 - ハード (室内) - 28S/32Q/16D | ジュリアン・ベネトー ミカエル・ロドラ                                                            | ユリアン・ノール ロベルト・リンドステット                                                                  | 6–4, 6–3             |
| 2月22日         | バークレイズ・ドバイ・テニス選手権 ドバイ $1,619,500 - ハード - 32S/32Q/16D | ノバク・ジョコビッチ                                                                             | ミハイル・ユージニー                                                                                       | 7–5, 5–7, 6–3        |
| 2月22日         | バークレイズ・ドバイ・テニス選手権 ドバイ $1,619,500 - ハード - 32S/32Q/16D | シーモン・アスペリン ポール・ハンリー                                                            | ルーカス・ドロウヒー リーンダー・パエス                                                                    | 6–2, 6–3             |
| 2月22日         | アビエルト・メキシコ・テルセル アカプルコ $955,000 - クレー - 32S/32Q/16D | ダビド・フェレール                                                                               | フアン・カルロス・フェレーロ                                                                               | 6–3, 3–6, 6–1        |
| 2月22日         | アビエルト・メキシコ・テルセル アカプルコ $955,000 - クレー - 32S/32Q/16D | ルカシュ・クボット オリバー・マラチ                                                              | ファビオ・フォニーニ ポティート・スタラーチェ                                                              | 6–0, 6–0             |
| 2月22日         | デルレイビーチ国際テニス選手権 デルレイビーチ $442,500 - ハード - 32S/32Q/16D | エルネスツ・ガルビス                                                                             | イボ・カロビッチ                                                                                           | 6–2, 6–3             |
| 2月22日         | デルレイビーチ国際テニス選手権 デルレイビーチ $442,500 - ハード - 32S/32Q/16D | ボブ・ブライアン マイク・ブライアン                                                              | フィリップ・マルクス イゴール・ゼレネイ                                                                    | 6–3, 7–6(3)          |
| 3月5日          | デビスカップ1回戦 ログローニョ - クレー トゥーロン - ハード (室内) モスクワ - ハード (室内) ストックホルム - ハード (室内) ヴァラジュディン - ハード (室内) ベオグラード - クレー (室内) コキンボ - クレー ブレー - クレー (室内) | 勝利チーム · スペイン · フランス · ロシア · アルゼンチン · クロアチア · セルビア · チリ · チェコ | 敗退チーム · スイス · ドイツ · インド · スウェーデン · エクアドル · アメリカ合衆国 · イスラエル · ベルギー | 4–1 3–2 5–0 3–2 4–1  |
| 3月8日 3月15日  | BNPパリバ・オープン インディアンウェルズ $3,645,000 - ハード - 96S/48Q/32D | イワン・リュビチッチ                                                                             | アンディ・ロディック                                                                                       | 7–6(3), 7–6(5)       |
| 3月8日 3月15日  | BNPパリバ・オープン インディアンウェルズ $3,645,000 - ハード - 96S/48Q/32D | マルク・ロペス ラファエル・ナダル                                                                | ダニエル・ネスター ネナド・ジモニッチ                                                                      | 7–6(8), 6–3          |
| 3月22日 3月29日 | ソニー・エリクソン・オープン マイアミ $3,645,000 - ハード - 96S/48Q/32D | アンディ・ロディック                                                                             | トマーシュ・ベルディハ                                                                                     | 7–5, 6–4             |
| 3月22日 3月29日 | ソニー・エリクソン・オープン マイアミ $3,645,000 - ハード - 96S/48Q/32D | ルーカス・ドロウヒー リーンダー・パエス                                                          | マヘシュ・ブパシ マックス・ミルヌイ                                                                        | 6–2, 7–5             |
| 4月5日          | ハサン2世グランプリ カサブランカ €398,250 - クレー - 28S/32Q/16D | スタニスラス・ワウリンカ                                                                         | ビクトル・ハネスク                                                                                         | 6–2, 6–3             |
| 4月5日          | ハサン2世グランプリ カサブランカ €398,250 - クレー - 28S/32Q/16D | ロベルト・リンドステット ホリア・テカウ                                                          | ロハン・ボパンナ アイサム＝ウル＝ハク・クレシ                                                              | 6–2, 3–6, [10–7]     |
| 4月5日          | 全米男子クレーコート選手権 ヒューストン $442,500 - クレー - 28S/32Q/16D | フアン・イグナシオ・チェラ                                                                       | サム・クエリー                                                                                             | 5–7, 6–4, 6–3        |
| 4月5日          | 全米男子クレーコート選手権 ヒューストン $442,500 - クレー - 28S/32Q/16D | ボブ・ブライアン マイク・ブライアン                                                              | ステファン・フース ウェスリー・ムーディ                                                                    | 6–3, 7–5             |
| 4月12日         | モンテカルロ・マスターズ モンテカルロ €2,227,500 - クレー - 56S/28Q/24D | ラファエル・ナダル                                                                               | フェルナンド・ベルダスコ                                                                                   | 6–0, 6–1             |
| 4月12日         | モンテカルロ・マスターズ モンテカルロ €2,227,500 - クレー - 56S/28Q/24D | ダニエル・ネスター ネナド・ジモニッチ                                                            | マヘシュ・ブパシ マックス・ミルヌイ                                                                        | 6–3, 2–0 途中棄権    |
| 4月19日         | バルセロナ・オープン・サバデル・アトランティコ バルセロナ €1,550,000 - クレー - 56S/28Q/24D | フェルナンド・ベルダスコ                                                                         | ロビン・セーデリング                                                                                       | 6–3, 4–6, 6–3        |
| 4月19日         | バルセロナ・オープン・サバデル・アトランティコ バルセロナ €1,550,000 - クレー - 56S/28Q/24D | ダニエル・ネスター ネナド・ジモニッチ                                                            | レイトン・ヒューイット マーク・ノールズ                                                                    | 4–6, 6–3, [10–6]     |
| 4月26日         | BNLイタリア国際 ローマ €2,227,500 - クレー - 56S/28Q/24D | ラファエル・ナダル                                                                               | ダビド・フェレール                                                                                         | 7–5, 6–2             |
| 4月26日         | BNLイタリア国際 ローマ €2,227,500 - クレー - 56S/28Q/24D | ボブ・ブライアン マイク・ブライアン                                                              | ジョン・イスナー サム・クエリー                                                                            | 6–2, 6–3             |
| 5月3日          | エストリル・オープン エストリル €398,250 - クレー - 28S/32Q/16D | アルベルト・モンタニェス                                                                         | フレデリコ・ジル                                                                                           | 6–2, 6–7(4), 7–5     |
| 5月3日          | エストリル・オープン エストリル €398,250 - クレー - 28S/32Q/16D | マルク・ロペス ダビド・マレーロ                                                                  | パブロ・クエバス マルセル・グラノリェルス                                                                  | 7–6(1), 4–6, [10–4]  |
| 5月3日          | セルビア・オープン ベオグラード €373,200 - クレー - 28S/32Q/16D | サム・クエリー                                                                                   | ジョン・イスナー                                                                                           | 3–6, 7–6(4), 6–4     |
| 5月3日          | セルビア・オープン ベオグラード €373,200 - クレー - 28S/32Q/16D | サンティアゴ・ゴンザレス トラヴィス・レッテンマイヤー                                            | トマシュ・ベドナレク マテウシュ・コワルチェック                                                            | 7–6(6), 6–1          |
| 5月3日          | BMWオープン ミュンヘン €398,250 - クレー - 32S/32Q/16D | ミハイル・ユージニー                                                                             | マリン・チリッチ                                                                                           | 6–3, 4–6, 6–4        |
| 5月3日          | BMWオープン ミュンヘン €398,250 - クレー - 32S/32Q/16D | オリバー・マラチ サンティアゴ・ベントゥーラ                                                      | エリック・バトラック ミハエル・コールマン                                                                  | 5–7, 6–3, [16–14]    |
| 5月10日         | ムチュア・マドリレーニャ・マスターズ・マドリード マドリード €2,835,000 - クレー - 56S/28Q/24D | ラファエル・ナダル                                                                               | ロジャー・フェデラー                                                                                       | 6–4, 7–6(5)          |
| 5月10日         | ムチュア・マドリレーニャ・マスターズ・マドリード マドリード €2,835,000 - クレー - 56S/28Q/24D | ボブ・ブライアン マイク・ブライアン                                                              | ダニエル・ネスター ネナド・ジモニッチ                                                                      | 6–3, 6–4             |
| 5月17日         | ワールドチームカップ デュッセルドルフ €1,351,000 - クレー - 8チーム (RR) | アルゼンチン                                                                                     | アメリカ合衆国                                                                                             | 2–1                  |
| 5月17日         | ニース・オープン ニース €398,250 - クレー - 28S/32Q/16D | リシャール・ガスケ                                                                               | フェルナンド・ベルダスコ                                                                                   | 6–3, 5–7, 7–6(5)     |
| 5月17日         | ニース・オープン ニース €398,250 - クレー - 28S/32Q/16D | マルセロ・メロ ブルーノ・ソアレス                                                                | ロハン・ボパンナ アイサム＝ウル＝ハク・クレシ                                                              | 1–6, 6–3, [10–5]     |
| 5月24日 5月31日 | 全仏オープン パリ €7,580,800 - クレー 128S/128Q/64D/32X シングルス – ダブルス – 混合ダブルス | ラファエル・ナダル                                                                               | ロビン・セーデリング                                                                                       | 6–4, 6–2, 6–4        |
| 5月24日 5月31日 | 全仏オープン パリ €7,580,800 - クレー 128S/128Q/64D/32X シングルス – ダブルス – 混合ダブルス | ダニエル・ネスター ネナド・ジモニッチ                                                            | ルーカス・ドロウヒー リーンダー・パエス                                                                    | 7–5, 6–2             |
| 5月24日 5月31日 | 全仏オープン パリ €7,580,800 - クレー 128S/128Q/64D/32X シングルス – ダブルス – 混合ダブルス | カタリナ・スレボトニク ネナド・ジモニッチ                                                        | ヤロスラワ・シュウェドワ ユリアン・ノール                                                                  | 4–6, 6–3, [10–8]     |
| 6月8日          | エイゴン選手権 ロンドン €627,700 - 芝 - 56S/32Q/24D | サム・クエリー                                                                                   | マーディ・フィッシュ                                                                                       | 7–6(3), 7–5          |
| 6月8日          | エイゴン選手権 ロンドン €627,700 - 芝 - 56S/32Q/24D | ノバク・ジョコビッチ ジョナサン・エルリック                                                      | カロル・ベック ダビド・スコッチ                                                                            | 6–7(6), 6–2, [10–3]  |
| 6月8日          | ゲリー・ウェバー・オープン ハレ €663,750 - 芝 - 32S/32Q/16D | レイトン・ヒューイット                                                                           | ロジャー・フェデラー                                                                                       | 3–6, 7–6(4), 6–4     |
| 6月8日          | ゲリー・ウェバー・オープン ハレ €663,750 - 芝 - 32S/32Q/16D | セルジー・スタホフスキー ミハイル・ユージニー                                                    | マルティン・ダム フィリップ・ポラセク                                                                      | 4–6, 7–5, [10–7]     |
| 6月14日         | ユニセフ・オープン スヘルトーヘンボス €398,250 - 芝 - 32S/32Q/16D | セルジー・スタホフスキー                                                                         | ヤンコ・ティプサレビッチ                                                                                   | 6–3, 6–0             |
| 6月14日         | ユニセフ・オープン スヘルトーヘンボス €398,250 - 芝 - 32S/32Q/16D | ロベルト・リンドステット ホリア・テカウ                                                          | ルーカス・ドロウヒー リーンダー・パエス                                                                    | 1–6, 7–5, [10–7]     |
| 6月14日         | エイゴン国際 イーストボーン €405,000 - 芝 - 32S/23Q/16D | ミカエル・ロドラ                                                                                 | ギリェルモ・ガルシア＝ロペス                                                                               | 7–5, 6–2             |
| 6月14日         | エイゴン国際 イーストボーン €405,000 - 芝 - 32S/23Q/16D | マリウシュ・フィルステンベルク マルチン・マトコフスキ                                            | コリン・フレミング ケン・スカプスキ                                                                        | 6–3, 5–7, [10–8]     |
| 6月21日 6月28日 | ウィンブルドン選手権 ロンドン £13,725,000 - 芝 128S/128Q/64D/16Q/48X シングルス – ダブルス – 混合ダブルス | ラファエル・ナダル                                                                               | トマーシュ・ベルディハ                                                                                     | 6–3, 7–5, 6–4        |
| 6月21日 6月28日 | ウィンブルドン選手権 ロンドン £13,725,000 - 芝 128S/128Q/64D/16Q/48X シングルス – ダブルス – 混合ダブルス | ユルゲン・メルツァー フィリップ・ペッシュナー                                                    | ロベルト・リンドステット ホリア・テカウ                                                                    | 6–1, 7–5, 7–5        |
| 6月21日 6月28日 | ウィンブルドン選手権 ロンドン £13,725,000 - 芝 128S/128Q/64D/16Q/48X シングルス – ダブルス – 混合ダブルス | リーンダー・パエス カーラ・ブラック                                                              | ウェスリー・ムーディ リサ・レイモンド                                                                      | 6–4, 7–6(5)          |
| 7月5日          | キャンベルテニス殿堂選手権 ニューポート $442,500 - 芝 - 32S/32Q/16D | マーディ・フィッシュ                                                                             | オリビエ・ロクス                                                                                           | 5–7, 6–3, 6–4        |
| 7月5日          | キャンベルテニス殿堂選手権 ニューポート $442,500 - 芝 - 32S/32Q/16D | カーステン・ボール クリス・グッチョーネ                                                          | サンティアゴ・ゴンサレス トラヴィス・レッテンマイヤー                                                      | 6–3, 6–4             |
| 7月5日          | デビスカップ準々決勝 クレルモン＝フェラン - ハード (室内) モスクワ - ハード (室内) スプリト - ハード (室内) コキンボ - クレー | 勝利チーム · フランス · アルゼンチン · セルビア · チェコ                                         | 敗退チーム · スペイン · ロシア · クロアチア · チリ                                                         | 5–0 3–2 4–1          |
| 7月12日         | スウェーデン・オープン ボースタード €398,250 - クレー - 28S/32Q/16D | ニコラス・アルマグロ                                                                             | ロビン・セーデリング                                                                                       | 7–5, 3–6, 6–2        |
| 7月12日         | スウェーデン・オープン ボースタード €398,250 - クレー - 28S/32Q/16D | ロベルト・リンドステット ホリア・テカウ                                                          | アンドレアス・セッピ シモーネ・バニョッツィ                                                                | 6–4, 7–5             |
| 7月12日         | メルセデス・カップ シュトゥットガルト €398,250 - クレー - 28S/32Q/16D | アルベルト・モンタニェス                                                                         | ガエル・モンフィス                                                                                         | 6–2, 1–2 途中棄権    |
| 7月12日         | メルセデス・カップ シュトゥットガルト €398,250 - クレー - 28S/32Q/16D | カルロス・ベルロク エドゥアルド・シュワンク                                                      | クリストファー・カス フィリップ・ペッツシュナー                                                            | 7–6(5), 7–6(6)       |
| 7月19日         | アトランタ・テニス選手権 アトランタ $531,000 - ハード - 32S/32Q/16D | マーディ・フィッシュ                                                                             | ジョン・イスナー                                                                                           | 4–6, 6–4, 7–6(4)     |
| 7月19日         | アトランタ・テニス選手権 アトランタ $531,000 - ハード - 32S/32Q/16D | スコット・リプスキー ラジーブ・ラム                                                              | ロハン・ボパンナ クリストフ・ブリーゲン                                                                    | 6–3, 2–6, [10–8]     |
| 7月19日         | ドイツ国際オープン ハンブルク €1,000,000 - クレー - 48S/24Q/16D | アンドレイ・ゴルベフ                                                                             | ユルゲン・メルツァー                                                                                       | 6–3, 7–5             |
| 7月19日         | ドイツ国際オープン ハンブルク €1,000,000 - クレー - 48S/24Q/16D | マルク・ロペス ダビド・マレーロ                                                                  | ジェレミー・シャルディー ポール＝アンリ・マチュー                                                          | 6–3, 2–6, [10–8]     |
| 7月26日         | アリアンツ・スイスオープン・グシュタード グシュタード €398,250 - クレー - 32S/32Q/16D | ニコラス・アルマグロ                                                                             | リシャール・ガスケ                                                                                         | 7–5, 6–1             |
| 7月26日         | アリアンツ・スイスオープン・グシュタード グシュタード €398,250 - クレー - 32S/32Q/16D | ヨハン・ブランシュトロム ヤルコ・ニエミネン                                                      | マルセロ・メロ ブルーノ・ソアレス                                                                          | 6–3, 6–7(4), [11–9]  |
| 7月26日         | クロアチア・オープン ウマグ €398,250 - クレー - 32S/32Q/16D | フアン・カルロス・フェレーロ                                                                     | ポティート・スタラーチェ                                                                                   | 6–4, 6–4             |
| 7月26日         | クロアチア・オープン ウマグ €398,250 - クレー - 32S/32Q/16D | レオシュ・フリエドル フィリップ・ポラセク                                                        | フランティシェク・チェルマク ミハル・メルティナク                                                          | 6–3, 7–6(7)          |
| 7月26日         | ファーマーズ・クラシック ロサンゼルス $619,500 - ハード - 28S/32Q/16D | サム・クエリー                                                                                   | アンディ・マリー                                                                                           | 5–7, 7–6(2), 6–3     |
| 7月26日         | ファーマーズ・クラシック ロサンゼルス $619,500 - ハード - 28S/32Q/16D | ボブ・ブライアン マイク・ブライアン                                                              | エリック・ブトラック ジャン＝ジュリアン・ロイヤー                                                          | 6–7(6), 6–2, [10–7]  |
| 8月2日          | レッグ・メーソン・テニス・クラシック ワシントンD.C. $1,165,500 - ハード - 48S/24Q/16D | ダビド・ナルバンディアン                                                                         | マルコス・バグダティス                                                                                     | 6–2, 7–6(4)          |
| 8月2日          | レッグ・メーソン・テニス・クラシック ワシントンD.C. $1,165,500 - ハード - 48S/24Q/16D | マーディ・フィッシュ マーク・ノールズ                                                            | トマーシュ・ベルディハ ラデク・ステパネク                                                                  | 4–6, 7–6(7), [10–7]  |
| 8月9日          | ロジャーズ・カップ トロント $2,430,000 - ハード - 56S/28Q/24D | アンディ・マリー                                                                                 | ロジャー・フェデラー                                                                                       | 7–5, 7–5             |
| 8月9日          | ロジャーズ・カップ トロント $2,430,000 - ハード - 56S/28Q/24D | ボブ・ブライアン マイク・ブライアン                                                              | ジュリアン・ベネトー ミカエル・ロドラ                                                                      | 7–5, 6–3             |
| 8月16日         | WSファイナンシャル・グループ・マスターズ シンシナティ $2,430,000 - ハード - 56S/28Q/24D | ロジャー・フェデラー                                                                             | マーディ・フィッシュ                                                                                       | 6–7(5), 7–6(1), 6–4  |
| 8月16日         | WSファイナンシャル・グループ・マスターズ シンシナティ $2,430,000 - ハード - 56S/28Q/24D | ボブ・ブライアン マイク・ブライアン                                                              | マヘシュ・ブパシ マックス・ミルヌイ                                                                        | 6–3, 6–4             |
| 8月23日         | パイロット・ペン・テニス ニューヘイブン $663,750 - ハード - 48S/32Q/16D | セルジー・スタホフスキー                                                                         | デニス・イストミン                                                                                         | 3–6, 6–3, 6–4        |
| 8月23日         | パイロット・ペン・テニス ニューヘイブン $663,750 - ハード - 48S/32Q/16D | ロベルト・リンドステット ホリア・テカウ                                                          | ロハン・ボパンナ アイサム＝ウル＝ハク・クレシ                                                              | 6–4, 7–5             |
| 8月30日 9月6日  | 全米オープン ニューヨーク $10,508,000 - ハード 128S/128Q/64D/32X シングルス – ダブルス – 混合ダブルス | ラファエル・ナダル                                                                               | ノバク・ジョコビッチ                                                                                       | 6–4, 5–7, 6–4, 6–2   |
| 8月30日 9月6日  | 全米オープン ニューヨーク $10,508,000 - ハード 128S/128Q/64D/32X シングルス – ダブルス – 混合ダブルス | ボブ・ブライアン マイク・ブライアン                                                              | ロハン・ボパンナ アイサム＝ウル＝ハク・クレシ                                                              | 7–6(5), 7–6(4)       |
| 8月30日 9月6日  | 全米オープン ニューヨーク $10,508,000 - ハード 128S/128Q/64D/32X シングルス – ダブルス – 混合ダブルス | リーゼル・フーバー ボブ・ブライアン                                                              | クベタ・ペシュケ アイサム＝ウル＝ハク・クレシ                                                              | 6–4, 6–4             |
| 9月13日         | デビスカップ準決勝 リヨン - ハード (室内) ベオグラード - ハード (室内) | 勝利チーム · フランス · セルビア                                                                 | 敗退チーム · アルゼンチン · チェコ                                                                         | 5–0 3–2              |
| 9月20日         | BCRルーマニア・オープン ブカレスト €368,450 - クレー - 28S/32Q/16D | フアン・イグナシオ・チェラ                                                                       | パブロ・アンドゥハル                                                                                       | 7–5, 6–1             |
| 9月20日         | BCRルーマニア・オープン ブカレスト €368,450 - クレー - 28S/32Q/16D | フアン・イグナシオ・チェラ ルカシュ・クボット                                                    | マルセル・グラノリェルス サンティアゴ・ベントゥーラ                                                        | 6–2, 5–7, [13–11]    |
| 9月20日         | モゼール・オープン メス €398,250 - ハード (室内) - 28S/25Q/16D | ジル・シモン                                                                                     | ミーシャ・ズベレフ                                                                                         | 6–3, 6–2             |
| 9月20日         | モゼール・オープン メス €398,250 - ハード (室内) - 28S/25Q/16D | ダスティン・ブラウン ロジャー・ワッセン                                                          | マルセロ・メロ ブルーノ・ソアレス                                                                          | 6–3, 6–3             |
| 9月27日         | タイ・オープン バンコク $551,000 - ハード (室内) - 28S/32Q/16D | ギリェルモ・ガルシア＝ロペス                                                                     | ヤルコ・ニエミネン                                                                                         | 6–4, 3–6, 6–4        |
| 9月27日         | タイ・オープン バンコク $551,000 - ハード (室内) - 28S/32Q/16D | クリストファー・カス ビクトル・トロイツキ                                                        | ジョナサン・エルリック ユルゲン・メルツァー                                                                | 6–4, 6–4             |
| 9月27日         | マレーシア・オープン・クアラルンプール クアラルンプール $850,000 - ハード (室内) - 28S/17S/16D | ミハイル・ユージニー                                                                             | アンドレイ・ゴルベフ                                                                                       | 6–7(7), 6–2, 7–6(3)  |
| 9月27日         | マレーシア・オープン・クアラルンプール クアラルンプール $850,000 - ハード (室内) - 28S/17S/16D | フランティシェク・チェルマク ミハル・メルティナク                                                | マリウシュ・フィルステンベルク マルチン・マトコフスキ                                                      | 7–6(3), 7–6(5)       |
| 10月4日         | チャイナ・オープン 北京 $2,100,000 - ハード - 32S/16Q/16D | ノバク・ジョコビッチ                                                                             | ダビド・フェレール                                                                                         | 6–2, 6–4             |
| 10月4日         | チャイナ・オープン 北京 $2,100,000 - ハード - 32S/16Q/16D | ボブ・ブライアン マイク・ブライアン                                                              | マリウシュ・フィルステンベルク マルチン・マトコフスキ                                                      | 6–1, 7–6(5)          |
| 10月4日         | 楽天ジャパン・オープン 東京 $1,100,000 - ハード - 32S/16Q/16D | ラファエル・ナダル                                                                               | ガエル・モンフィス                                                                                         | 6–1, 7–5             |
| 10月4日         | 楽天ジャパン・オープン 東京 $1,100,000 - ハード - 32S/16Q/16D | エリック・ブトラック ジャン＝ジュリアン・ロイヤー                                                | アンドレアス・セッピ ドミトリー・トゥルスノフ                                                              | 6–3, 6–2             |
| 10月11日        | 上海マスターズ 上海 $3,240,000 - ハード - 32S/16Q/16D | アンディ・マリー                                                                                 | ロジャー・フェデラー                                                                                       | 6–3, 6–2             |
| 10月11日        | 上海マスターズ 上海 $3,240,000 - ハード - 32S/16Q/16D | ユルゲン・メルツァー リーンダー・パエス                                                          | マリウシュ・フィルステンベルク マルチン・マトコフスキ                                                      | 7–5, 4–6, [10–5]     |
| 10月18日        | ストックホルム・オープン ストックホルム €531,000 - ハード (室内) - 28S/32Q/16D | ロジャー・フェデラー                                                                             | フロリアン・マイヤー                                                                                       | 6–4, 6–3             |
| 10月18日        | ストックホルム・オープン ストックホルム €531,000 - ハード (室内) - 28S/32Q/16D | エリック・ブトラック ジャン＝ジュリアン・ロイヤー                                                | ヨハン・ブランシュトロム ヤルコ・ニエミネン                                                                | 6–3, 6–4             |
| 10月18日        | クレムリン・カップ モスクワ $1,000,000 - ハード (室内) - 28S/32Q/16D | ビクトル・トロイツキ                                                                             | マルコス・バグダティス                                                                                     | 3–6, 6–4, 6–3        |
| 10月18日        | クレムリン・カップ モスクワ $1,000,000 - ハード (室内) - 28S/32Q/16D | イーゴリ・クニツィン ドミトリー・トゥルスノフ                                                    | ヤンコ・ティプサレビッチ ビクトル・トロイツキ                                                              | 7–6(8), 6–3          |
| 10月25日        | サンクトペテルブルク・オープン サンクトペテルブルク $663,750 - ハード (室内) - 32S/32Q/16D | ミハイル・ククシュキン                                                                           | ミハイル・ユージニー                                                                                       | 6–3, 7–6(2)          |
| 10月25日        | サンクトペテルブルク・オープン サンクトペテルブルク $663,750 - ハード (室内) - 32S/32Q/16D | ダニエレ・ブラッチアリ ポティート・スタラーチェ                                                  | ロハン・ボパンナ アイサム＝ウル＝ハク・クレシ                                                              | 7–6(6), 7–6(5)       |
| 10月25日        | バンク・オーストリア・テニス杯 ウィーン €575,250 - ハード (室内) - 28S/32Q/16D | ユルゲン・メルツァー                                                                             | アンドレアス・ハイダー＝マウラー                                                                           | 6–7(10), 7–6(4), 6–4 |
| 10月25日        | バンク・オーストリア・テニス杯 ウィーン €575,250 - ハード (室内) - 28S/32Q/16D | ダニエル・ネスター ネナド・ジモニッチ                                                            | マリウシュ・フィルステンベルク マルチン・マトコフスキ                                                      | 7–5, 3–6, [10–5]     |
| 10月25日        | 南フランス・オープン モンペリエ €575,250 - ハード (室内) - 28S/32Q/16D | ガエル・モンフィス                                                                               | イワン・リュビチッチ                                                                                       | 6–2, 5–7, 6–1        |
| 10月25日        | 南フランス・オープン モンペリエ €575,250 - ハード (室内) - 28S/32Q/16D | ステファン・フース ロス・ハッチンス                                                              | マルク・ロペス エドゥアルド・シュワンク                                                                    | 6–2, 4–6, [10–7]     |
| 11月1日         | バレンシア・オープン500 バレンシア €1,357,000 - ハード (室内) - 32S/32Q/16D | ダビド・フェレール                                                                               | マルセル・グラノリェルス                                                                                   | 7–5, 6–3             |
| 11月1日         | バレンシア・オープン500 バレンシア €1,357,000 - ハード (室内) - 32S/32Q/16D | アンディ・マリー ジェイミー・マリー                                                              | マヘシュ・ブパシ マックス・ミルヌイ                                                                        | 7–6(8), 5–7, [10–7]  |
| 11月1日         | ダビドフ・スイス・インドア バーゼル €1,225,000 - ハード (室内) - 32S/32Q/16D | ロジャー・フェデラー                                                                             | ノバク・ジョコビッチ                                                                                       | 6–4, 3–6, 6–1        |
| 11月1日         | ダビドフ・スイス・インドア バーゼル €1,225,000 - ハード (室内) - 32S/32Q/16D | ボブ・ブライアン マイク・ブライアン                                                              | ダニエル・ネスター ネナド・ジモニッチ                                                                      | 6–3, 3–6, [10–3]     |
| 11月8日         | BNPパリバ・マスターズ パリ €2,227,500 – ハード (室内) – 48S/24Q/24D | ロビン・セーデリング                                                                             | ガエル・モンフィス                                                                                         | 6–1, 7–6(1)          |
| 11月8日         | BNPパリバ・マスターズ パリ €2,227,500 – ハード (室内) – 48S/24Q/24D | マヘシュ・ブパシ マックス・ミルヌイ                                                              | マーク・ノールズ アンディ・ラム                                                                            | 7-5, 7-5             |
| 11月15日        | 開催なし | 開催なし                                                                                         | 開催なし                                                                                                   | 開催なし             |
| 11月21日        | ATPワールドツアー・ファイナル ロンドン £2,227,500 – ハード (室内) – 8S/8D (RR) | ロジャー・フェデラー                                                                             | ラファエル・ナダル                                                                                         | 6–3, 3–6, 6–1        |
| 11月21日        | ATPワールドツアー・ファイナル ロンドン £2,227,500 – ハード (室内) – 8S/8D (RR) | ダニエル・ネスター ネナド・ジモニッチ                                                            | マヘシュ・ブパシ マックス・ミルヌイ                                                                        | 7–6(6), 6–4          |
| 11月29日        | デビスカップ決勝 ベオグラード - ハード (室内) | セルビア                                                                                         | フランス                                                                                                   | 3–2                  |

## 2010年最終ランキング
| 順位 | 選手                     | ポイント | 出場数 |
| ---- | ------------------------ | -------- | ------ |
| 1    | ラファエル・ナダル       | 12450    | 21     |
| 2    | ロジャー・フェデラー     | 9145     | 21     |
| 3    | ノバク・ジョコビッチ     | 6035     | 21     |
| 4    | アンディ・マリー         | 5760     | 19     |
| 5    | ロビン・セーデリング     | 5580     | 24     |
| 6    | トマーシュ・ベルディハ   | 3955     | 26     |
| 7    | ダビド・フェレール       | 3735     | 24     |
| 8    | アンディ・ロディック     | 3665     | 21     |
| 9    | フェルナンド・ベルダスコ | 3240     | 25     |
| 10   | ミハイル・ユージニー     | 2920     | 24     |

| 順位 | 選手                 | ポイント | 出場数 |
| ---- | -------------------- | -------- | ------ |
| 1    | ボブ・ブライアン     | 11500    | 25     |
| 1    | マイク・ブライアン   | 11500    | 24     |
| 3    | ダニエル・ネスター   | 9150     | 25     |
| 3    | ネナド・ジモニッチ   | 9150     | 27     |
| 5    | リーンダー・パエス   | 5150     | 22     |
| 6    | マヘシュ・ブパシ     | 5085     | 23     |
| 7    | マックス・ミルヌイ   | 5070     | 20     |
| 8    | ユルゲン・メルツァー | 4410     | 25     |
| 9    | ルーカス・ドロウヒー | 4315     | 27     |
| 10   | ルカシュ・クボット   | 4140     | 26     |

## 主な引退選手
- ギリェルモ・カナス
- マルティン・ダム
- テーラー・デント
- セバスチャン・グロジャン
- アルベルト・マルティン
- マリアノ・サバレタ
- ビンセント・スペイディア
- ニコラス・キーファー
- カルロス・モヤ
- ファブリス・サントロ
- パラドーン・スリチャパン
- ケビン・ウリエット